# Livdjur
Ett livdjur är inom lantbrukets djurhållning ett djur som hålls, säljs eller köps in för avel eller produktion, till skillnad från ett slaktdjur som är ett djur som skall slaktas. 
Ursprungligen användes uttrycket livdjur om lantbrukares hållning av kor, hästar, grisar, höns och får med mera, det vill säga djur som gav kött, mjölk, päls, ull och andra produkter för personligt bruk, försäljning eller byteshandel. I modern betydelse avses även djur för avel eller andra tjänster relaterade till djuren, till exempel ridskolor, djurparker, zooaffärer. 